# Jadebusen

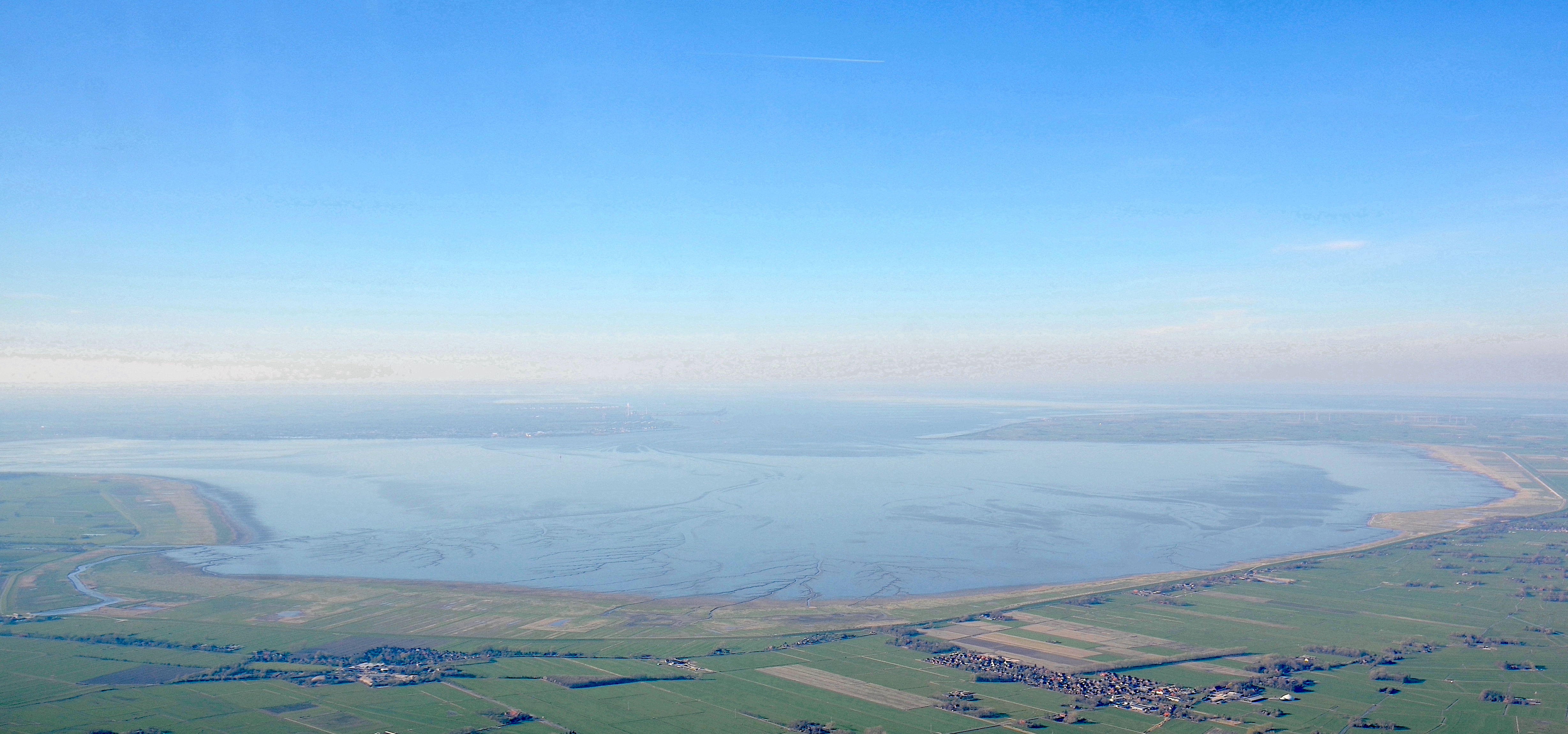
Der Jadebusen aus der Luft

Der Jadebusen ist eine etwa 190 km² große Meeresbucht zwischen der Unterweser und der Ostfriesischen Halbinsel.

## Lage
Der Jadebusen endet am südlichen Ende des Engpasses zwischen Wilhelmshaven und Butjadingen. Nördlich dieser Linie liegen die Innenjade und die Außenjade, zusammenfassend auch als Jade bezeichnet. Die wichtigsten Städte am Ufer des Jadebusens sind Wilhelmshaven im Nordwesten und Varel im Südwesten. Im Jadebusen steht der Leuchtturm Arngast als Leuchtfeuer für das Wilhelmshavener Jadefahrwasser.

## Bedeutung des Namens
Die Bezeichnung Jadebusen ist seit Anfang des 15. Jahrhunderts gebräuchlich. Der Namensbestandteil Jade (1314: Jatha) ist schwer zu deuten. Dietrich Hagen leitet den Namen Jade im „Oldenburgischen Ortslexikon“ vom altfriesischen jet oder gat, was Loch oder Öffnung bedeutet, ab. Diese Ableitung lehnt Arend Remmers ab, weil bereits die ältesten Belege ein d oder th aufweisen. Eine weitere Deutung vermutet, dass es sich um einen Wassernamen mit der indogermanischen Wurzel u̯ādʰ- (wie Watt) handele.
Der Namensbestandteil -busen steht für eine größere Meeresbucht.

## Naturräumliche Zuordnung
Der Jadebusen gehört in der naturräumlichen Haupteinheitengruppe Ems- und Wesermarschen (Nr. 61) zum Naturraum Watten im Elbe-Weser-Dreieck Jadebusen. Auf oberer Ebene gehört er als Teil des Marschlands zur Großregion Norddeutsches Tiefland.

## Jadebusen, Jade, Jadegebiet und Jadefahrwasser

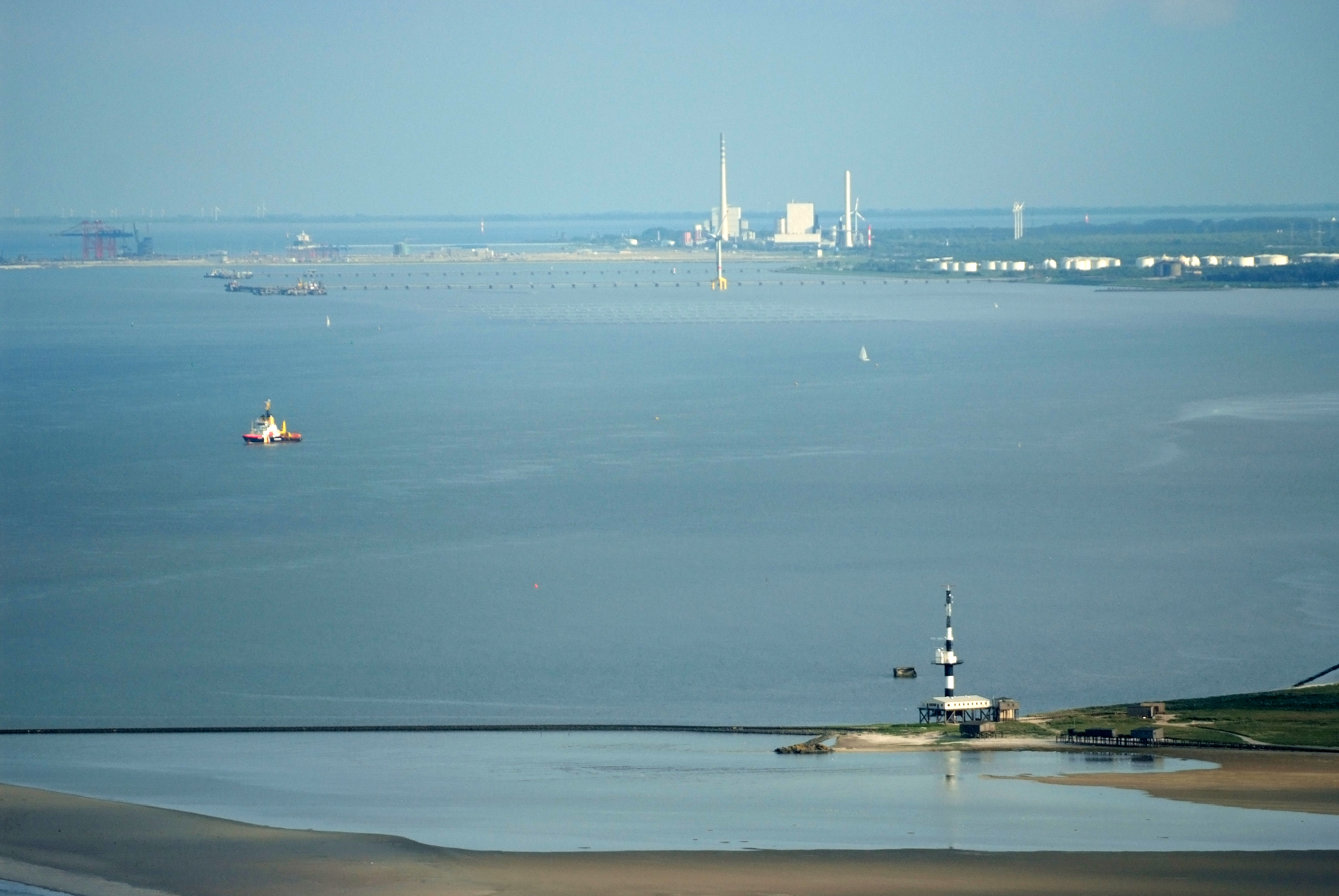
Blick von Minsener Oog südwärts über Außenjade und Innenjade bis zum Südufer des Jadebusens

Der Jadebusen stellt nicht eine Fortsetzung des Flusses Jade dar (obwohl dieser in den Jadebusen mündet), sondern ist, wie auch die Innen- und die Außenjade, ein Teil der Deutschen Bucht und damit der Nordsee. Definiert ist das anhand seiner Salinität (Salzgehalt), die in der Nähe der Mündung des Flusses Jade 3,0 Prozent beträgt, also nur 0,5 Prozentpunkte weniger als der Salzgehalt der offenen Nordsee. Eine Brackwasserzone fehlt also, anders als etwa im Fall der benachbarten Wesermündung. Das liegt vor allem am sehr kleinen Einzugsgebiet der Jade und dementsprechend geringen Eintrag von Oberwasser. Da sich auch in den zwei Jahrhunderten, als es ein Weserdelta gab, der Hauptstrom des Weserwassers in die Außenweser ergoss, bleibt offen, wie sich die Salinität des Jadebusens in jener Zeit verhielt.

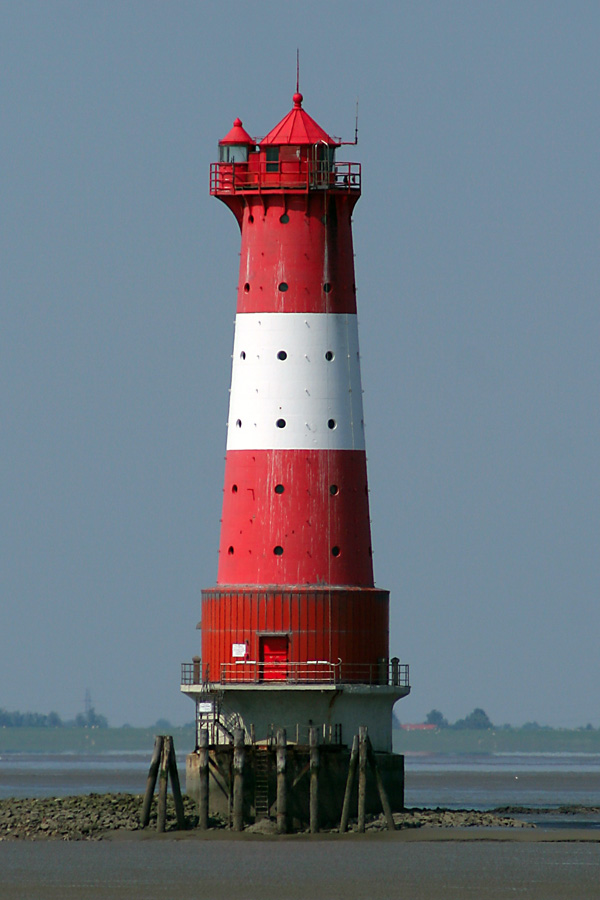
Der Leuchtturm Arngast bei Niedrigwasser

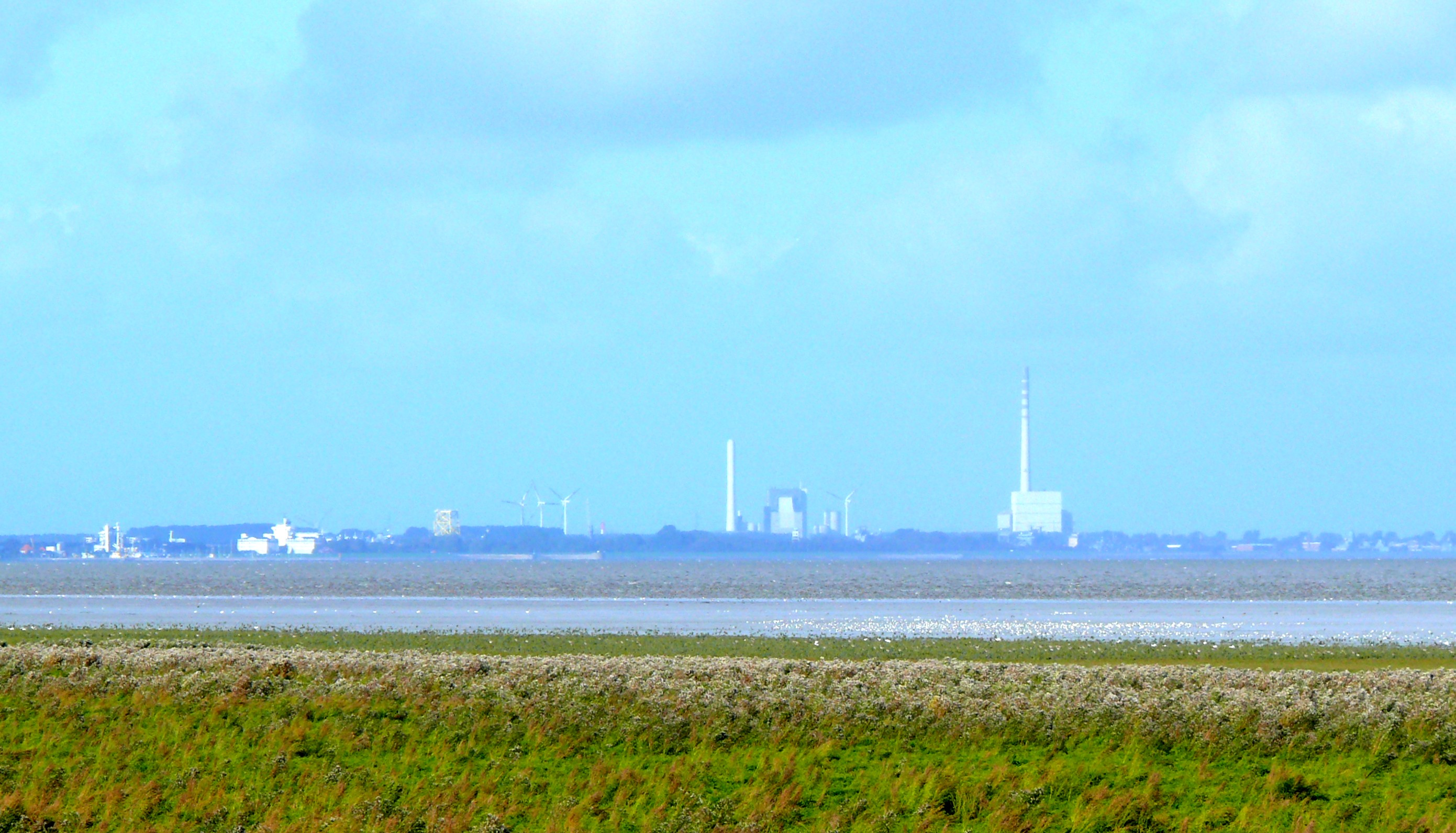
Blick vom Vareler Hafen über den Jadebusen auf Wilhelmshaven

Dem Charakter als Meeresbucht entsprechend weicht die Benennung der Gewässerabschnitte von denen der benachbarten Flussästuare ab: Innen- wie Außenjade liegen neben Außenweser und Außenelbe. Zusammenfassend werden Außen-, Innenjade und Jadebusen als „Jadegebiet“ bezeichnet. Dieser Begriff kann leicht mit der gleichlautenden Bezeichnung für die angrenzende ehemalige preußische Enklave im Land Oldenburg verwechselt werden.
Anders als bei der Innen- und der Außenjade, in deren Zentrum sich das Jadefahrwasser befindet, nimmt das Jadefahrwasser, offiziell Bundeswasserstraße Jade genannt, nur einen kleinen Teil des Jadebusens ein. Die Bundeswasserstraße beginnt in Höhe der ehemaligen I. Einfahrt zu den Wilhelmshavener Häfen und geht bereits bei km 2 in die Innenjade über. Die kleineren Priele im Jadebusen sind nicht Teil der Bundeswasserstraße Jade. Als Nebenfahrwasser im Jadebusen gelten das Vareler Fahrwasser, die Ahne und die Kaisebalje. Auch sie werden, wenn auch weniger intensiv als die Bundeswasserstraße Jade, vom Wasserstraßen- und Schifffahrtsamt Weser-Jade-Nordsee betreut.
Der Tidenhub der Jade beträgt 3,15 m – 4,33 m, das ist etwa so viel wie an der Wesermündung, ein halber Meter weniger als in Antwerpen und gut doppelt so viel wie in Rotterdam. Mit jedem Tidenzyklus strömt fast der gesamte Wasserinhalt des Jadebusens durch die Enge des Jadefahrwassers bei Flut ein und bei Ebbe wieder aus. Diese natürliche Pendelströmung spült das Fahrwasser ständig von etwaigen störenden Sandablagerungen frei. Sie ist hier wesentlich stärker als in den Flussmündungen von Elbe und Weser. Der Eintrag von Sedimenten ist dadurch geringer. Lediglich die West-Ost-Strömung zwischen den Ostfriesischen Inseln und der ostfriesischen Festlandsküste trägt Sand in die äußere Mündung des Jadefahrwassers. Dem wird aber durch Dämme und andere Strombauwerke beim Minsener Oog entgegengewirkt, s. a. bei Außenjade. Zusammen sind damit wesentlich geringere Erhaltungsarbeiten für die Fahrwassertiefe als bei anderen Häfen notwendig.

## Geschichte der Meeresbucht

### Entstehung

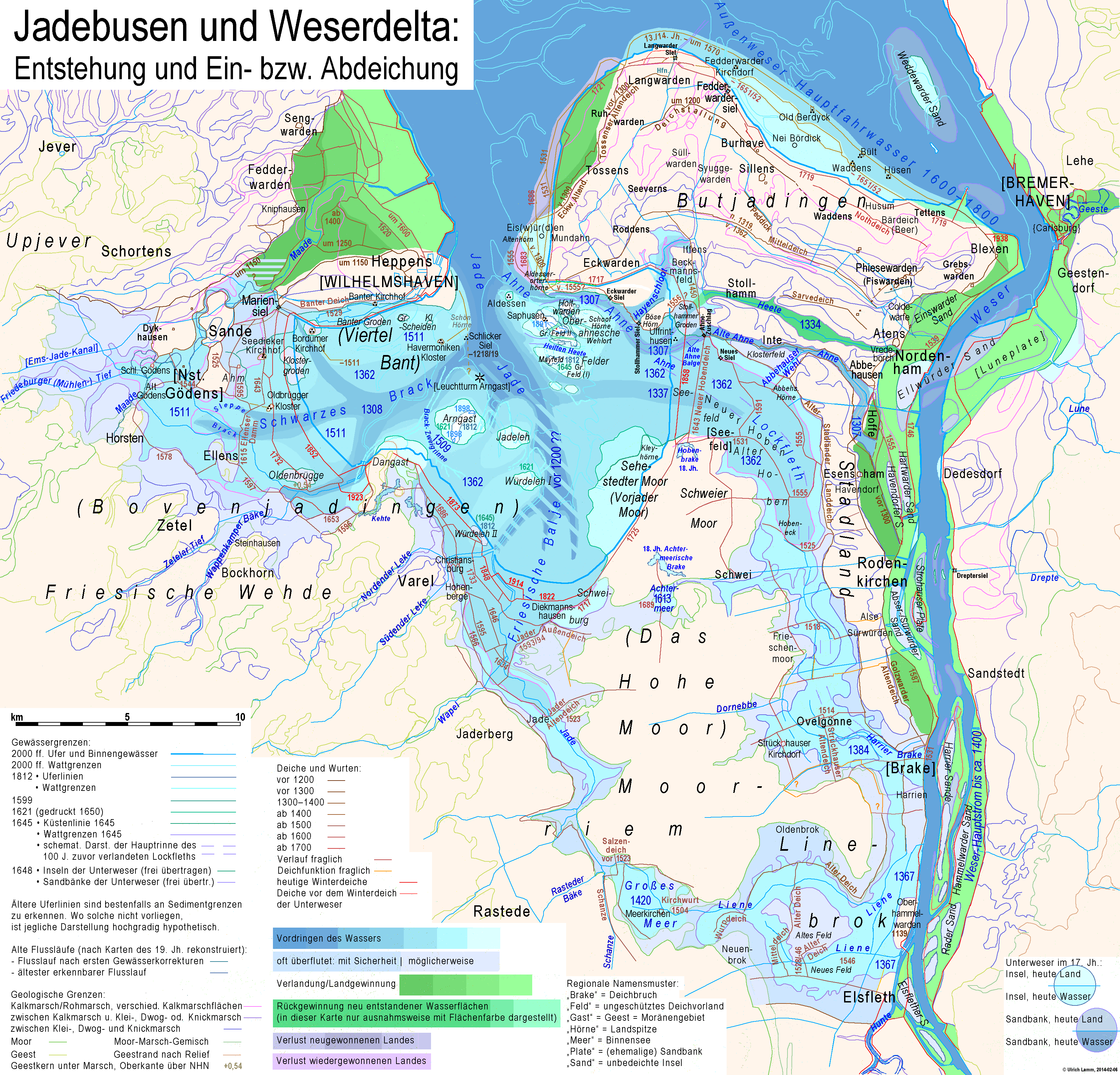
Entwicklung von Jadebusen und Weserdelta; Verlandung seit 1300 entstandener Wasserflächen ab 1500 nur indirekt über die Abdeichung dargestellt.
→ Vergrößerungen: • 33 % (216 dpi), • 50 % (144 dpi)

Einen „Ur-Jadebusen“ gab es bereits vor 5.000 Jahren. Die von einigen als Mündungsarme eines Weserdeltas gedeuteten Rinnen sind Ausläufer eines Prielsystems, das sich vom Ur-Jadebusen ein Stück weit in die Wesermarsch erstreckt hat und dort im Gebiet von Seefeld, Schwei bzw. Rönnelmoor ausgelaufen ist. Das Buchtenwatt des Ur-Jadebusens ist ab 3100 v. Chr. weitgehend verlandet, wobei sich zunächst Niedermoore ausgebreitet haben und um 1900 v. Chr. ein rascher und weitflächiger Umschlag von Niedermoor- zu Hochmoorvegetation erfolgt ist.
Die Bucht ist, ähnlich wie der Dollart, das Ergebnis von Meereseinbrüchen bei Sturmfluten im Mittelalter, begünstigt außer durch den Anstieg des Meeresspiegels auch durch das Abtragen der ursprünglichen Moore von Menschenhand zur Nutzung des Torfs als Brennstoff, als Lieferant von Salz und zur Kultivierung. Die ursprüngliche Moorlandschaft hatte bis zu vier Meter über dem Marschniveau gelegen und war daher auch ohne Eindeichung einigermaßen hochwassersicher gewesen. Vom offenen Meer und der Weser war diese Moorlandschaft durch deren breite Uferwälle getrennt, die aus angeschwemmten Sedimenten bestanden. Sie waren relativ resistent gegen Erosion, hielten normale Tidenhochwasser ab und wurden bei Überschwemmung durch Sturmfluten und Flusshochwasser durch eine neue Sedimentschicht ein klein wenig höher. Lediglich im Norden gab es eine Öffnung, durch die das Binnenwasser abfloss. An dieser Stelle drangen ab dem 13. Jahrhundert bei großen Sturmfluten immer größere Wassermassen ein, wuschen eine tiefe Rinne aus und hinterspülten die schützenden Uferwälle. Die Entwicklung des Jadebusens setzte vermutlich mit der Ersten Marcellusflut vom 16. Januar 1219 ein.

### Friesische Balje

Küste zwischen Ems und Weser um 1300. An der Stelle des Jadebusens gibt es noch eine Trichtermündung der Jade.

Nach Meinung eines Teils der Erforscher des Jadebusens dürfte das Meer schon früh weit nach Süden vorgedrungen sein und die Friesische Balje gebildet haben, denn schon im frühen 14. Jahrhundert wurde bei Diekmannshausen nahe dem heutigen Südende Salztorf gewonnen. Andere sehen als Quelle der frühen Versalzung einzelne Sturmfluten, nach denen das Wasser zunächst wieder ablief, da sie anscheinend noch längst nicht so stark war, um das Moos absterben zu lassen. Weitere tiefe Einbrüche erfolgten während der Luciaflut (13. und 14. Dezember 1287) sowie in der Clemensflut (23. November 1334). Dabei räumten die Fluten die weichen Torfböden aus, so dass sich der Jadebusen nach allen Seiten ausdehnte. Der Prozess der Ausräumung der Moorböden dauert bis heute im Bereich des Sehesteder Außendeichsmoores an, von dem nur noch kleine Reste erhalten sind.
Im Westen entstand der tiefe Einbruch des Schwarzen Bracks, der die nördlich gelegene, ältere Maadebucht von ihren Wasserzuflüssen aus dem Binnenland abschnitt, so dass diese langsam verlandete.
Das Kirchspiel Arngast im Jadebusen ging in der Clemensflut vom 23. November 1334 unter. Die verbliebene gleichnamige Insel wurde immer kleiner, trug allerdings noch bis ins 17. Jahrhundert ein kleines Dorf.

### Zeitweiliges Weserdelta
Durch ein Zusammenspiel von Ausweitungen des Jadebusens und Ausbrüchen der Weser gab es im 14. bis in die ersten Jahre des 16. Jahrhunderts ein Weserdelta. Es war kein klassisches Sedimentationsdelta, sondern ein Ästuardelta, bei dem Erosionskräfte im Vordergrund standen. Wegen nahezu fehlender Gefälle und der Lage im Tidenbereich ist anzunehmen, dass es in den meisten Gewässerarmen wechselnde Strömungsrichtungen gab. Der größte Teil des Oberwassers der Weser gelangte allzeit durch die Wesermündung bei Blexen ins Meer.
Erste dauerhafte Verbindungen zwischen Jadebusen und Unterweser entstanden in der ersten Hälfte des 14. Jahrhunderts. Mit der Ahne, vor 1319 und möglicherweise von der Weser her gebildet, wurde die Insel Butjadingen („Außen-Jade“) vom Festland abgetrennt. Der Marktort Aldessen (Haroldsheim) am Südufer der Ahne gegenüber von Eckwarden wurde um 1428 zuletzt erwähnt. Die Heete bildete sich bei der Clemensflut eher vom Jadebusen her. Sie zweigte vom Westteil der Ahne ab und verlief nördlich derselben, wurde alsbald zum Schifffahrtsweg und zur neuen Südgrenze Butjadingens. An ihrer Mündung in die Weser bei Atens errichtete die freie Reichsstadt Bremen 1407 die Vredeborg.

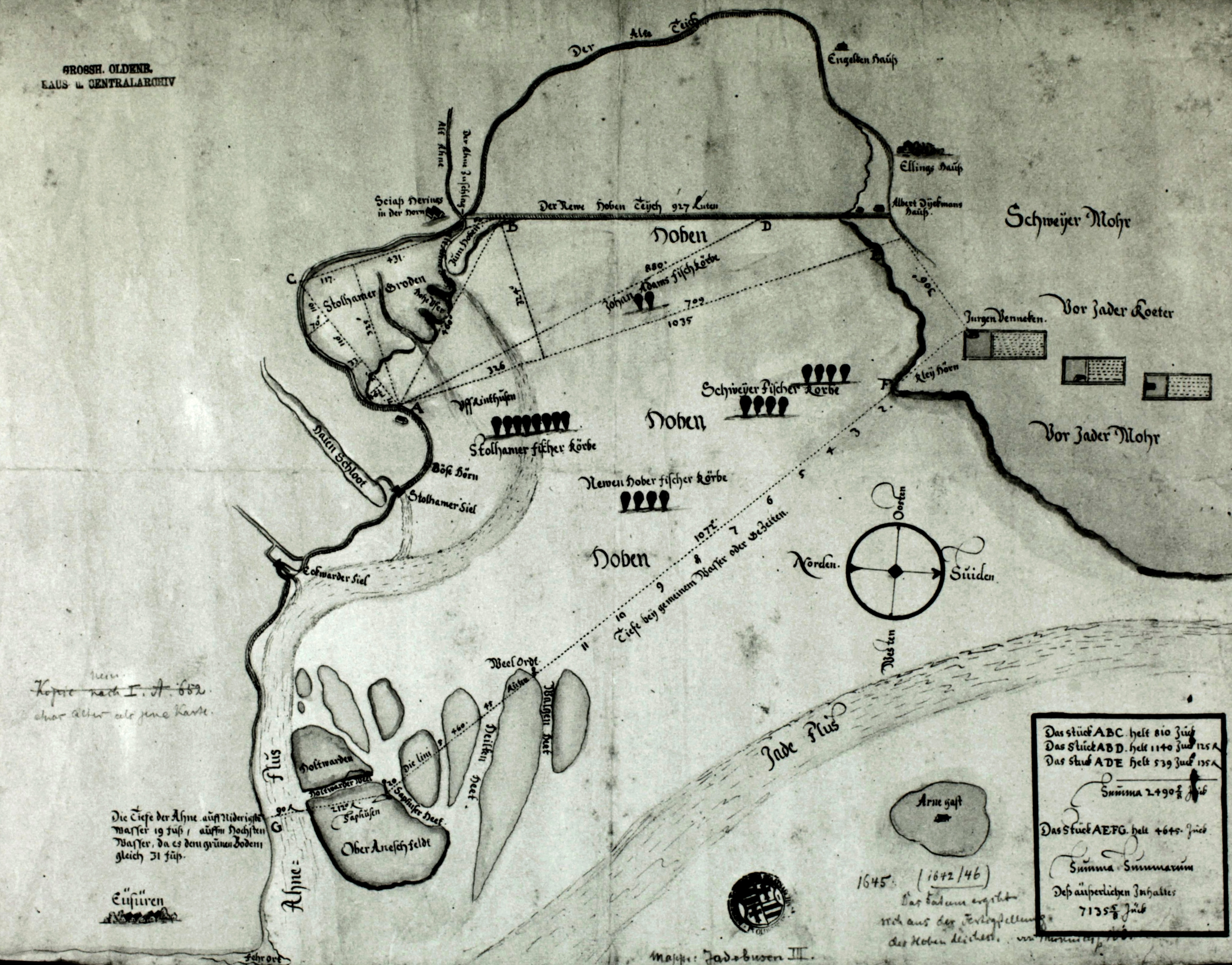
Oberahnesche Felder und der gerade abgedeichte Hoben (Lockfleth) 1645, Tidenhub 12 Fuß; Arngast im Vergleich zu anderen Karten desselben Autors verkleinert an den Rand geklemmt

Äußerst verheerende Folgen hatte die Zweite Marcellusflut (erste „Grote Mandränke“) vom 16. Januar 1362: Durch sie dehnte sich das Lockfleth bis in den Osten der Moore aus. Da dort große Moorflächen aufschwammen, zerstückelt und fortgetrieben wurden, nannte man den Nordabschnitt des Lockfleths auch den „Hoben“, normalerweise das friesische Wort für aufschwimmendes Moor. Während mit der Ausdehnung des Jadebusens auch die Gezeitenströmungen in der Jade zunahmen, versandete die Unterweser immer mehr und trat bei Hochwasser umso leichter über ihre Ufer. 1384 entstand nördlich des Dorfes Harrien ein großer Deichbruch, die Harrier Brake (namengebend für die heute dort stehende Stadt Brake) und damit ein Weserarm, der 130 Jahre lang die Weser über das Lockfleth mit dem Jadebusen verband. Der Durchbruch erstreckte sich von der Jade nach Südosten bis zur Weser und verlief quer durch das Marschland bei Schweiburg Richtung Rodenkirchen und Ovelgönne bei Brake. Dadurch wurde das Stadland zu einer langgestreckten und zunächst nur etwa drei Kilometer breiten Insel. Aus zwei Brüchen des Weserdeichs nördlich von Elsfleth 1367 entstand im Linebrok ein verästeltes Gewässer, das sich mit den Jahren Liene-aufwärts bis ins Moorriem vorschob. Nach 1420 bildete sich dort eine Hochwasserrinne, durch die wechselseitig Wasser von der Weser zur Jade und umgekehrt übertrat. Erst nach dem Bau des Salzendeichs an der oberen Binnenjade Anfang des 16. Jahrhunderts konnten die Jademarsch im Norden und das Linebrok im Osten erfolgreich trockengelegt werden. Östlich nahe dem Salzendeich bestand aber noch jahrzehntelang ein See, das Große Meer genannt. Inzwischen entstand 1613 weiter nördlich ein neuer Moordurchbruch, durch den ab und an Wasser aus der Friesischen Balge ostwärts in die eigentlich schon trockengelegten Marschen des Lockfleths gelangte, bis man Ende des Jahrhunderts auch im Moor Deiche baute, einen genau durch den in der Rinne entstandenen See namens Achtermeer.
Die Heete, an Jade und Weser in etwa gleicher Entfernung vom offenen Meer anschließend und daher wenig von Gezeitenströmungen durchgespült, war 1450 schon wieder so weit verlandet, dass sie durch Deiche abgetrennt werden konnte, diente allerdings noch lange der örtlichen Binnenschifffahrt.

### Schwarzes Brack
Die größte Ausdehnung erreichte der Jadebusen durch drei kurz aufeinander folgende Sturmfluten, die Zweite Cosmas- und Damianflut am 26. September 1509, eine unbenannte Sturmflut am 9. September 1510 und die Antoniflut am 16./17. Januar 1511. Danach erstreckte sich sein westlicher Ausläufer, das Schwarze Brack, weit ins Landesinnere. Die Benennung erfolgte wegen der dunklen Wasserfärbung, die auf dem moorigen Untergrund beruhte.
Die zur Grafschaft Ostfriesland gehörenden Herrlichkeiten Friedeburg und Gödens bekamen Zugang zum Meer, die Landverbindung zwischen der Herrschaft Jever und der Grafschaft Oldenburg wurde unterbrochen. Priele reichten in dieser Zeit bis zum Flüsschen Maade, das heute bei Rüstersiel in die Innenjade mündet. Das spätere Gründungsgebiet der Stadt Wilhelmshaven lag damals auf einer Insel. Die alten Wurten des Banter Kirchspiels lagen wie kleine Halligen im Watt.

### Eindeichung und Gestaltung durch den Menschen

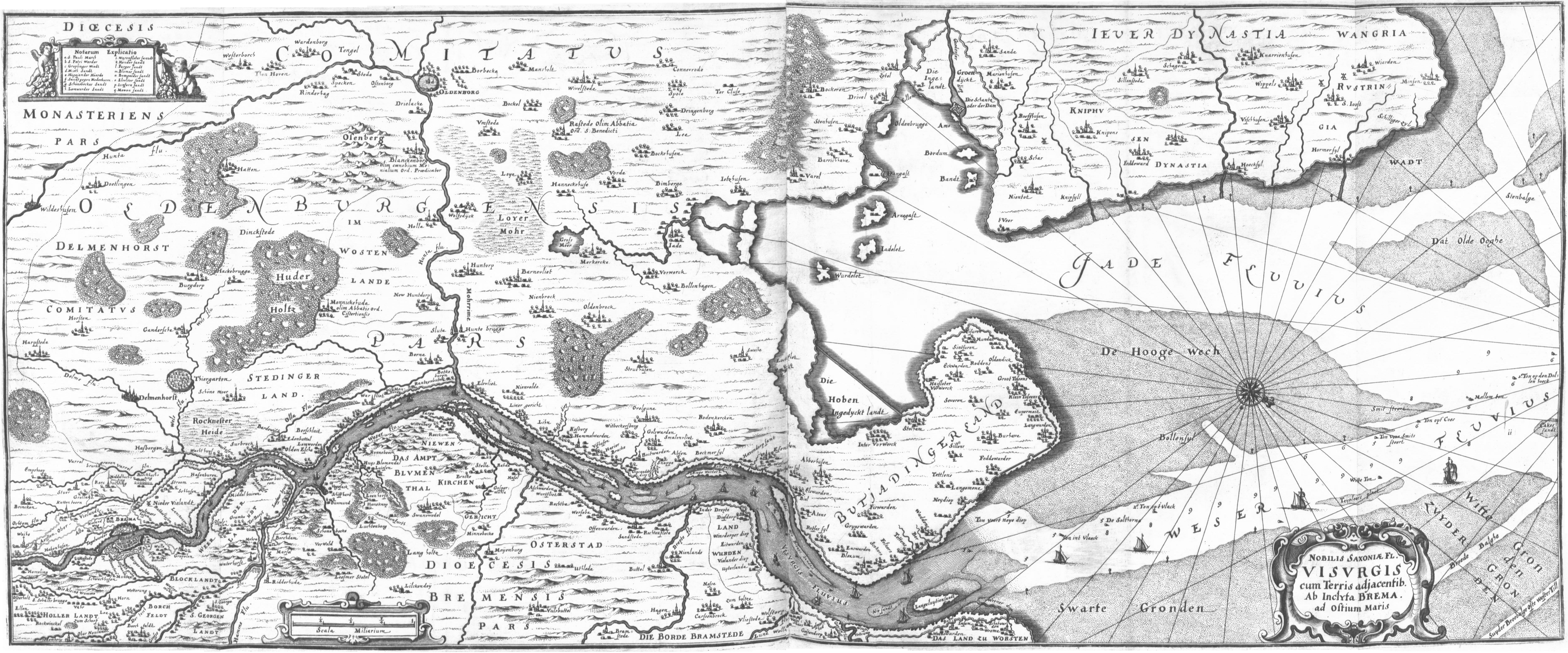
Unterweser und Jadebusen um 1645 (nicht eingenordete Karte)

Im 16. Jahrhundert begannen umfangreiche Eindeichungsmaßnahmen, die dem Jadebusen die Form gaben, die im Wesentlichen bis zur Gegenwart erhalten blieb.
An der Westseite ging man ab 1525 allmählich daran, zunächst den Meereseinbruch des von Prielen durchzogenen Wattengebiets des „Schwarzen Bracks“ in Land umzuwandeln. 1575 kam die nördlich des „Schwarzen Bracks“ gelegene Herrschaft Jever zur Grafschaft Oldenburg. Eine Verkehrsverbindung bestand nur westlich über ostfriesisches Gebiet. Daher bemühte sich der oldenburgische Herrscher Graf Anton Günther, eine sichere Landverbindung zu seinem nördlichen Landesteil herzustellen. Nach langen Streitigkeiten mit der Grafschaft Ostfriesland entstand zwischen 1596 und 1615 der noch heute vorhandene Ellenser Damm. Das tief gelegene Gebiet des „Schwarzen Bracks“ konnte erst dadurch mit dem Bau von Entwässerungssystemen und Sielen trockengelegt und urbar gemacht werden. Weitere Eindeichungen des Jadebusens folgten bis ins 19. Jahrhundert.

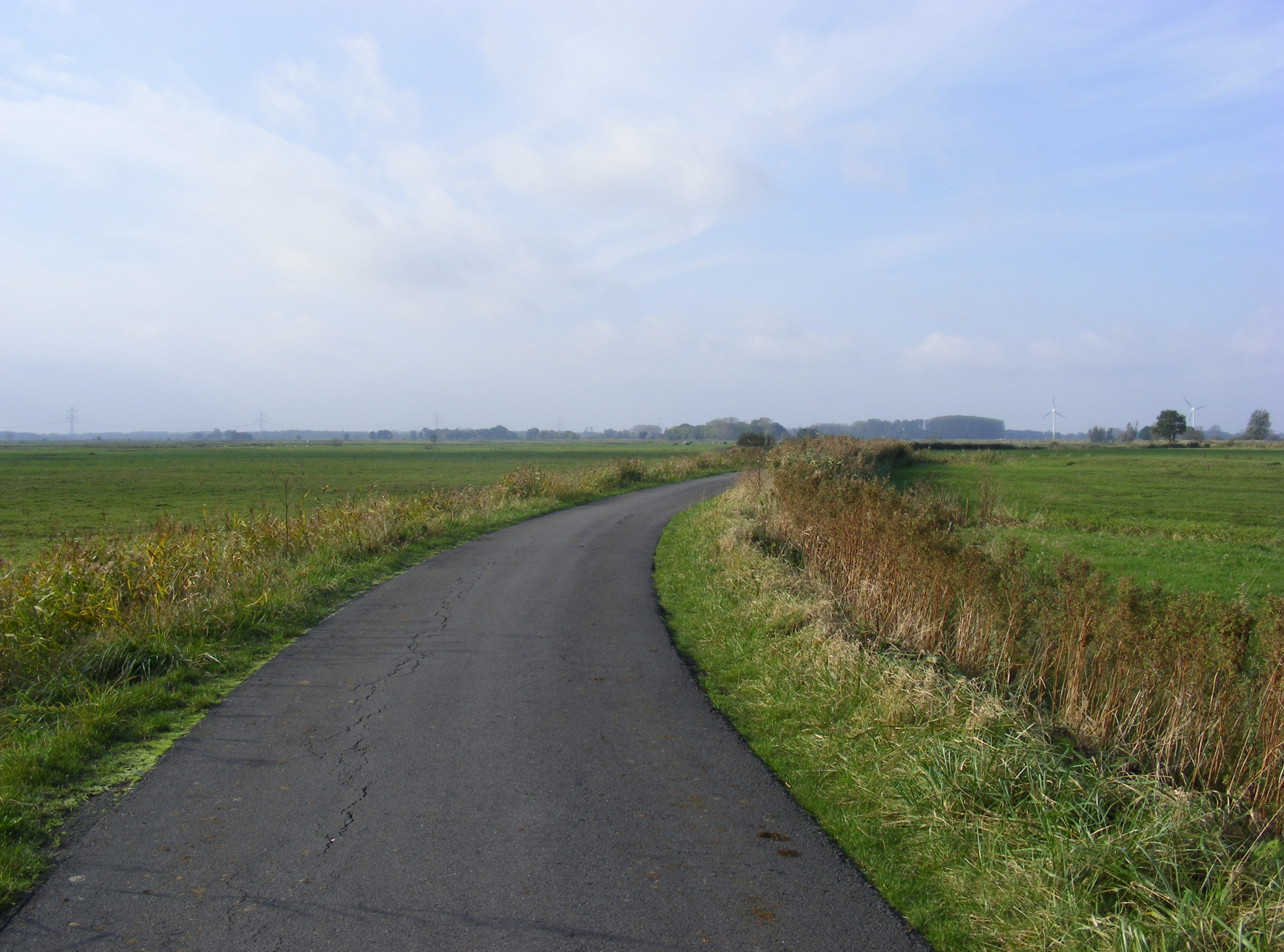
Poldertreppe: Land links des ehemaligen Jadedeichs (16. Jahrhundert), tiefer als der 1733 eingedeichte Alte Wapeler Groden rechts

An der Ostseite des Jadebusens gestaltete sich die Eindeichung noch langwieriger als im Westen. Es erwies sich als schwierig, Deiche auf Moorboden zu gründen. Bereits im 15. Jahrhundert hatte man begonnen, einzelne Durchbrüche zu verschließen. Ein entscheidender Schritt war dann 1515 der Verschluss des Lockfleths durch die Grafen von Oldenburg in Verbindung mit der Anlage der Zwingburg Ovelgönne zur Kontrolle des 1514 unterworfenen Stadlandes. Bis ins 18. Jahrhundert gab es immer wieder schwere Deichbrüche, zuletzt bei der Weihnachtsflut 1717. Erst zwischen 1721 und 1725 gelang unter der Leitung des oldenburgischen Landdrosten Sehestedt die endgültige Eindeichung des Landes zwischen Jadebusen und Weser.
Nachdem die Ausbreitung der Meeresbucht gestoppt war, ging man (wie vorher schon an anderen Küstenabschnitten) daran, die Deichlinien wieder weiter vorzuschieben. Um damit bleibenden Erfolg zu haben, sorgte man durch Schlengen (Gebüschverhaue) und später Buhnen dafür, dass sich im Deichvorland, auch Groden genannt, Gleyerde ablagerte. Dadurch liegt das (wieder) hinzugewonnene Land an vielen Stellen höher als das alt eingedeichte.
Im Reichskriegshafengesetz von 1883 wurde festgelegt, dass Maßnahmen, die die Strömung im Jadefahrwasser beeinträchtigten, der Genehmigung der Marine bedurften. Dadurch sollte sichergestellt werden, dass die mit den Gezeiten in den Jadebusen ein- und ausströmende Wassermenge ausreichte, um das Jadefahrwasser nicht versanden zu lassen. In der Praxis führte das zum Ende aller Landgewinnungsmaßnahmen im Jadebusen und zum weitgehenden Erhalt seiner Form. Aus dem gleichen Grunde gab es auch keine Maßnahmen zum Schutz der letzten Inseln in der Bucht. So verschwanden die letzten Reste der Insel Arngast 1904 und die der Oberahneschen Felder vor der Küste Butjadingens 1940.

## Nutzung des Jadebusens

### Schifffahrt
Der Jadebusen ist anscheinend als großer Naturhafen gut geeignet, da sieben Achtel seiner Fläche von Land umgeben sind. Trotzdem wurde er über Jahrhunderte nicht als solcher angenommen.
Der Bau dauerhafter Häfen wurde im Wesentlichen dadurch erschwert, dass sich nach Sturmfluten häufig die Grenze zwischen Land und Meer veränderte. Der Einbruch des Meeres ins Schwarze Brack ermöglichte beispielsweise die Errichtung des Sielorts Neustadtgödens. Der Bau des Ellenserdamms schnitt den vormaligen Sielort wieder vom direkten Zugang zum Meer ab.
Es gab bereits früh Versuche, das Jadegebiet als Kriegshafen zu nutzen. Als Vorläufer kann hier die Sibetsburg gelten, die an einem Nebenarm auf dem Gebiet lag, auf dem sich heute Wilhelmshaven befindet, und den Seeräubern der Vitalienbrüder zeitweise einen sicheren Hafen bot.
König Christian V. von Dänemark befahl 1681 als Herrscher über Oldenburg die Aufnahme von Bauarbeiten des Hafens Christiansburg bei Varel, aber das Fahrwasser dorthin konnte mit den damaligen Mitteln nicht offen gehalten werden und verlandete immer wieder. Deshalb wurde das Vorhaben 1693 aufgegeben.
Außer den Schwierigkeiten zur Fahrwasserunterhaltung waren es vor allem die Lebensumstände in den Küstenregionen, die den Bau eines Hafens verhinderten. Letztlich konnte erst Preußen diese Idee in die Tat umsetzen, nachdem es 1853 dem Großherzogtum Oldenburg das sogenannte Jadegebiet abgekauft und dort Wilhelmshaven gegründet hatte. In den Anfangsjahren der Hafengründung litten die Bewohner und Hafenbauarbeiter an Trinkwassermangel und fiebrigen Erkrankungen, die sie sich in den Sümpfen entlang der Jade zuzogen. Zeitweise waren 40 Prozent der Arbeiter erkrankt, einige infizierten sich sogar mit Malaria.
Die Hafenplätze südlich von Wilhelmshaven hatten, auch vor dessen Gründung, immer nur regionale Bedeutung und konnten mit den großen Häfen an Elbe, Weser und Ems nicht konkurrieren. Das Lotswesen auf der Jade wird durch die Mitglieder der Lotsenbrüderschaft Weser II/Jade gewährleistet.

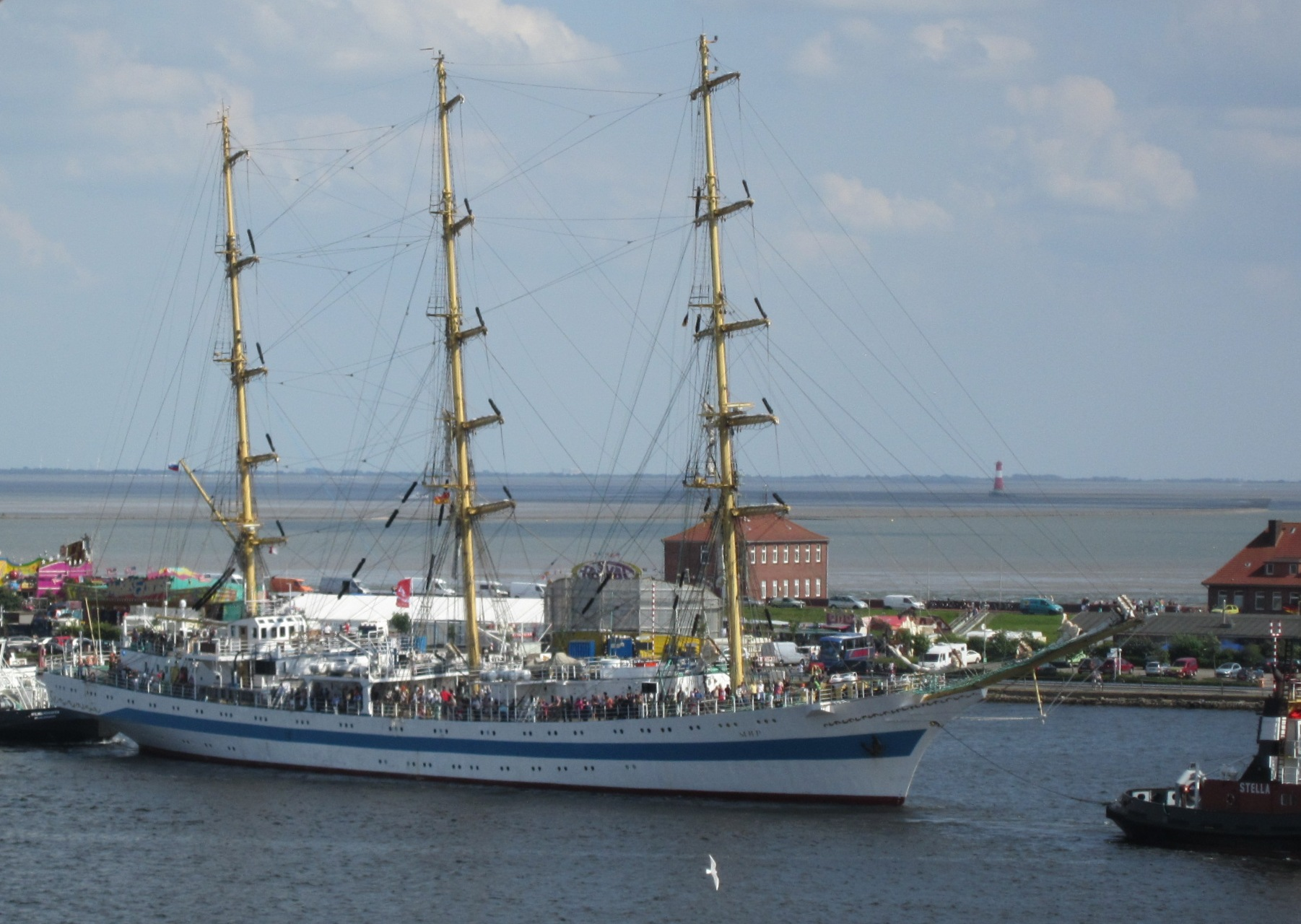
Großer Hafen in Wilhelmshaven, dahinter Südstrand, Leuchtturm Arngast, Südostufer des Jadebusens
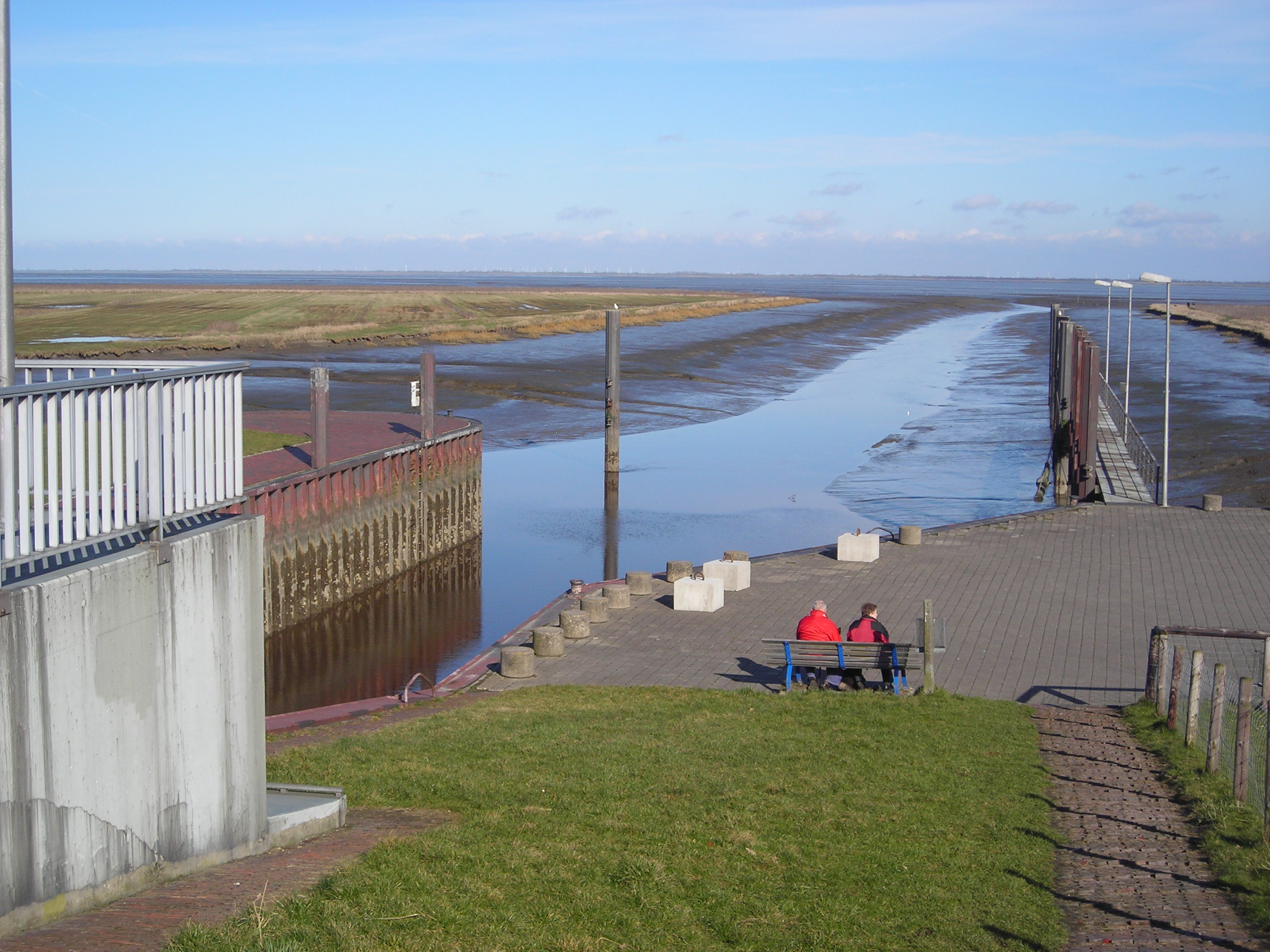
Fahrwasser vor der Schleuse Varel bei Niedrigwasser
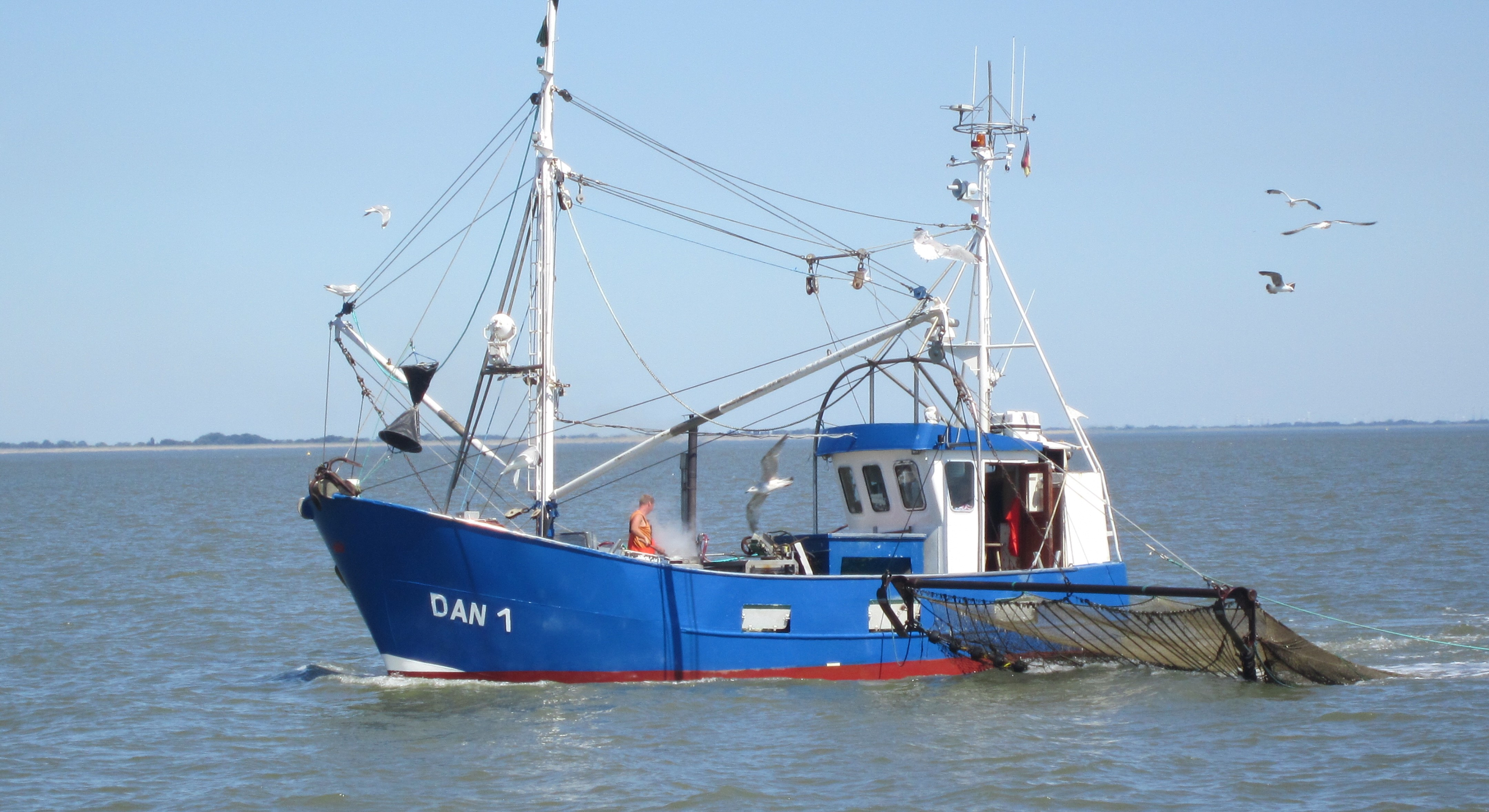
Fischkutter aus Dangast im Jadebusen

### Fischerei
1973 war Varel noch Heimathafen von elf vollgewerblichen Fischkuttern. 2010 ist davon noch ein Kutter übrig geblieben. Seit 2011 werden allerdings in Dangast von einem weiteren Kutter aus Krabben angelandet.

### Tourismus

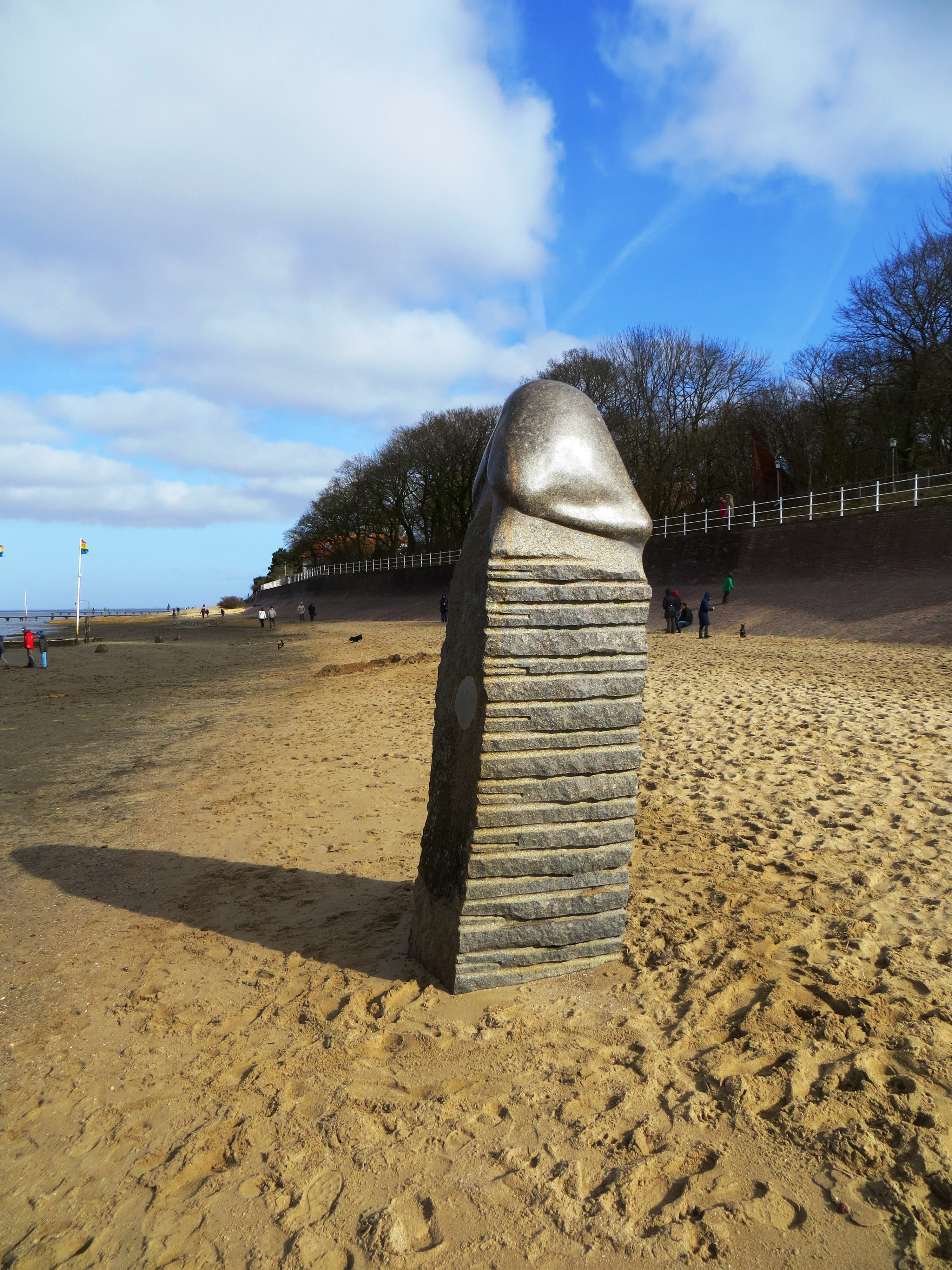
Penisförmiger, 3,80 Meter hoher „Grenzstein“ am Strand von Dangast von Eckart Grenzer, der die Grenze zwischen dem „männlichen“ Land und dem „weiblichen“ Meer markieren soll

Schon 1795 wurde begonnen, in Dangast ein Seebad einzurichten, eines der ersten in Deutschland. Seitdem ist Dangast Badeort mit entsprechender Infrastruktur. Der Ort liegt in der Mitte des Skulpturenpfades Kunst am Deich. Er wird dadurch begünstigt, dass er als Küstenort relativ weit im Süden liegt und über die A 29 und den Bahnhof Varel leicht erreichbar ist. Von Dangast aus sind Schiffsausflüge und Wattwanderungen möglich. Eine weitere Bademöglichkeit bietet der Südstrand in Wilhelmshaven.
Der Fahrradtourismus wird durch zwei Fernradwege begünstigt. Die Deutsche Sielroute verläuft an der Ostseite des Jadebusens parallel zum Deich. Die Tour de Fries verläuft durch den Landkreis Friesland und folgt in Wilhelmshaven und bei Varel zweimal einer Strecke entlang des Jadebusens.

## Naturschutzgebiet
Der Jadebusen gehört fast vollständig zum Nationalpark Niedersächsisches Wattenmeer. Eine Besonderheit des Jadebusens besteht darin, dass es hier (außer dem künstlich angelegten „Dünenspielgarten“ am Banter See in Wilhelmshaven) keine Dünen gibt.
Bis 1986 gehörte der größte Teil des Jadebusens zum „Vogelschutzgebiet Jadebusen“, einem 1962 unter Schutz gestellten Naturschutzgebiet. Der Jadebusen ist als Nahrungs-, Rast-, Durchzugs- und Überwinterungsgebiet für Wat- und Wasservögel von überragender Bedeutung. Für Vögel ist der Jadebusen deshalb attraktiv, weil sie dort weitgehend ungestört sind. Es gibt dort keine Bodenraubtiere, und seit 1973 gilt im Jadebusen ein ganzjähriges Jagdverbot. Durch die Ausweisung als Naturschutzgebiet sollen Brutvögel in den Außengroden sowie Watvögel, Schwäne, Enten, Gänse, Möwen und Seeschwalben geschützt werden, welche das außergewöhnlich große Nahrungspotenzial der Wattgebiete nutzen, das aus Muscheln, Schnecken, Würmern und Krebsen besteht.
Der Jadebusen ist Teil einer Landschaft mit dem Namen „Watten im Elbe-Weser-Dreieck Jadebusen“, die das Bundesamt für Naturschutz ausweist.

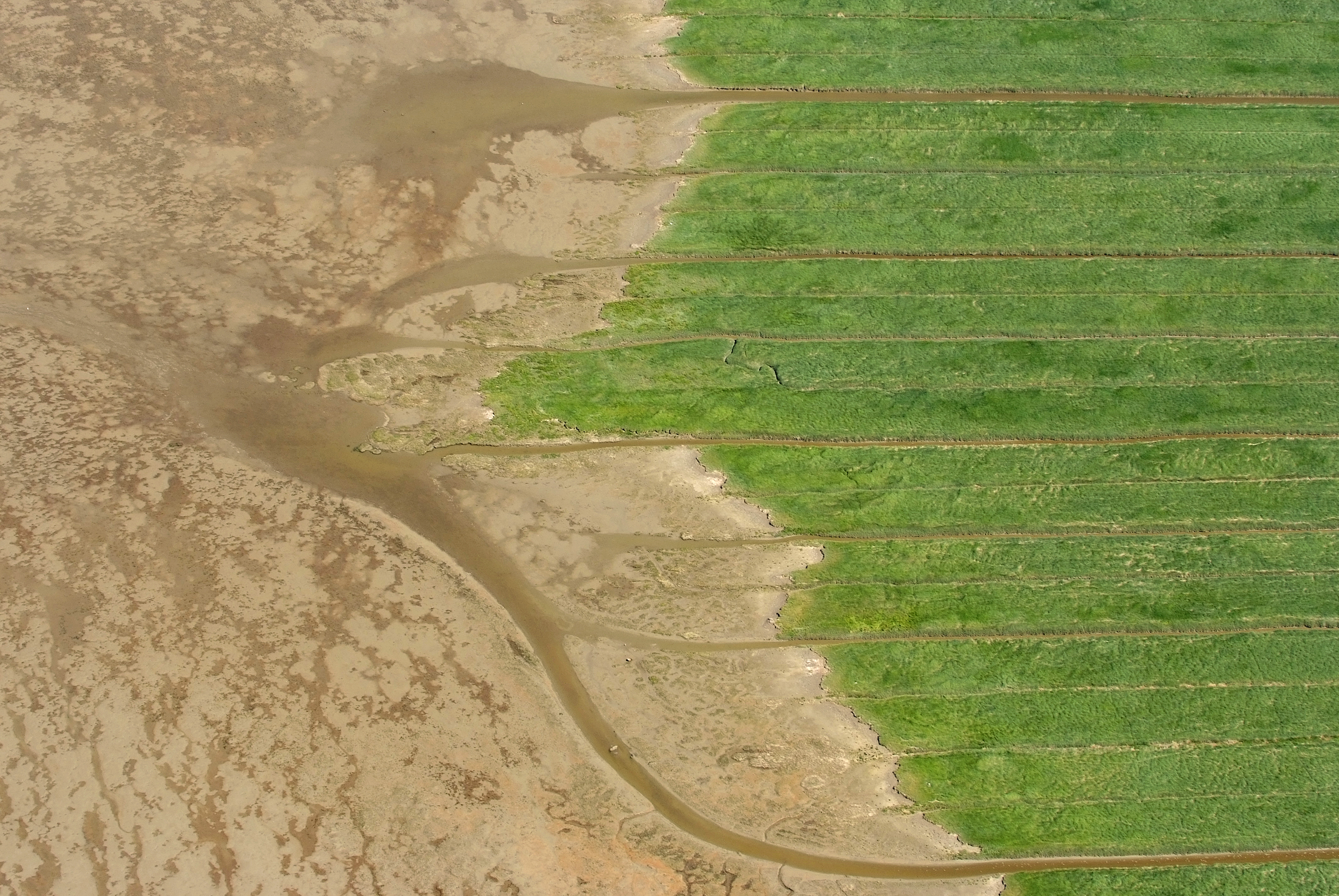
Salzwiesen und Watt bei Niedrigwasser, nahe Augustgroden
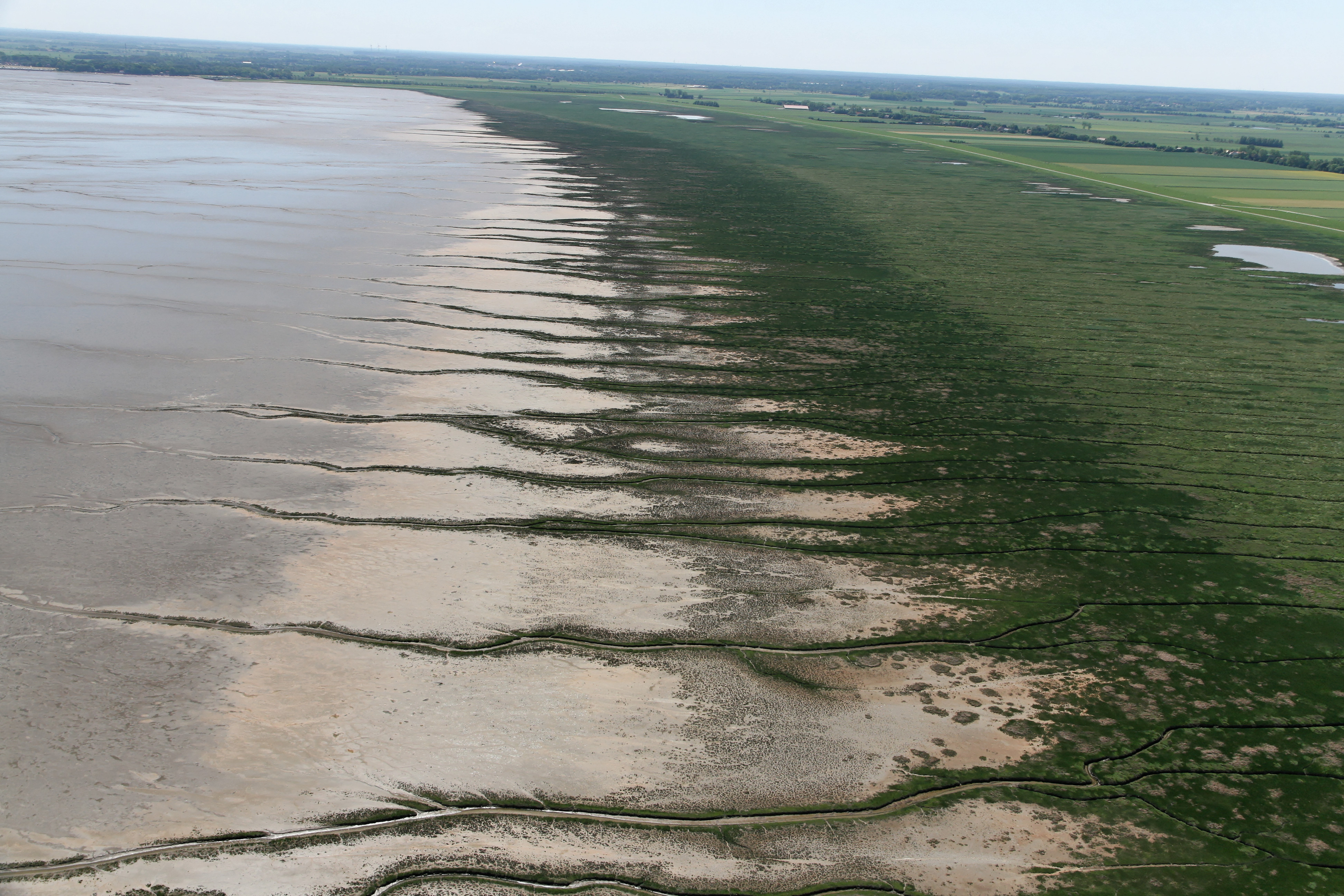
Salzwiese und Watt bei Flut
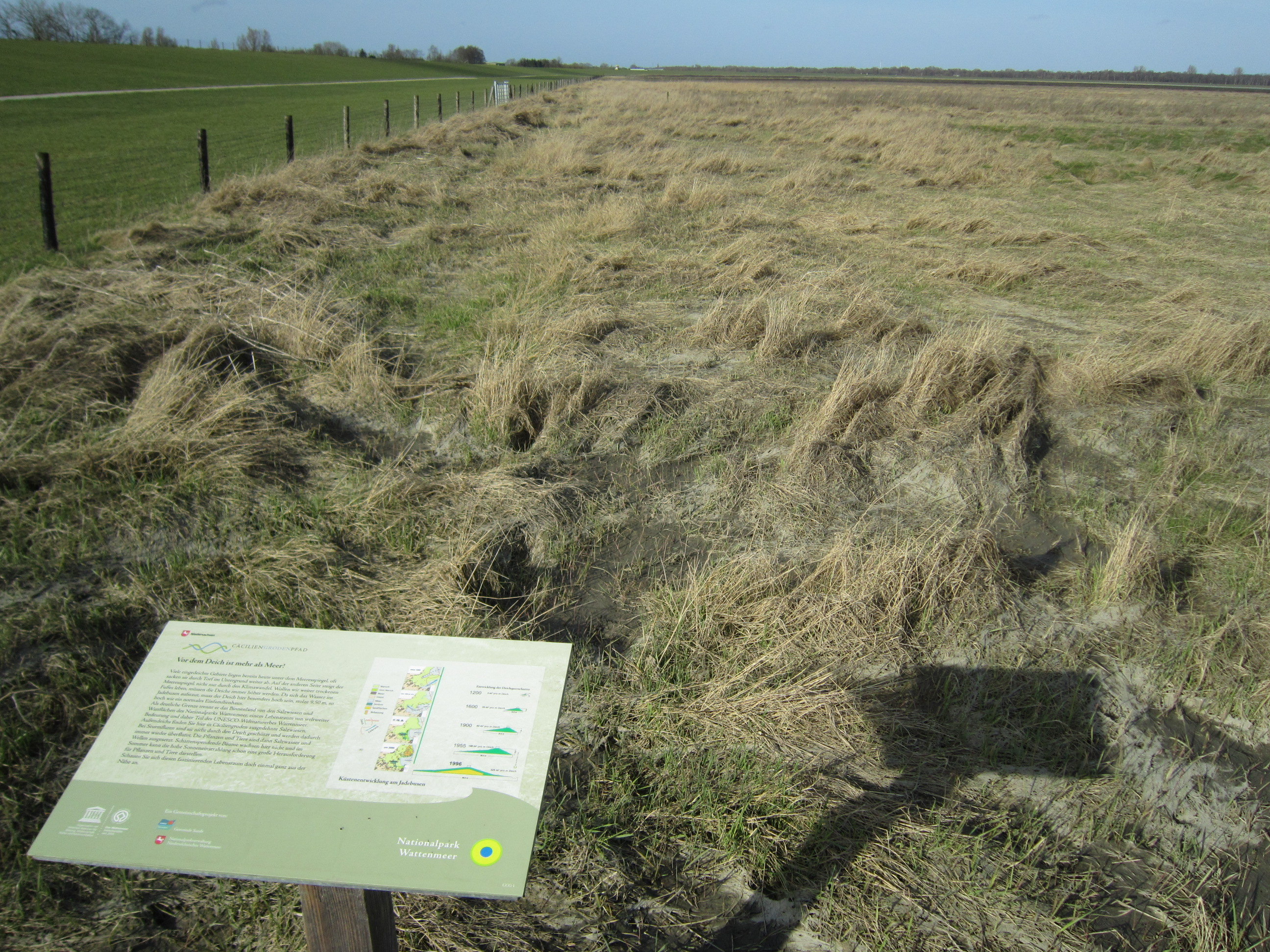
Salzwiese vor dem Seedeich von Cäciliengroden
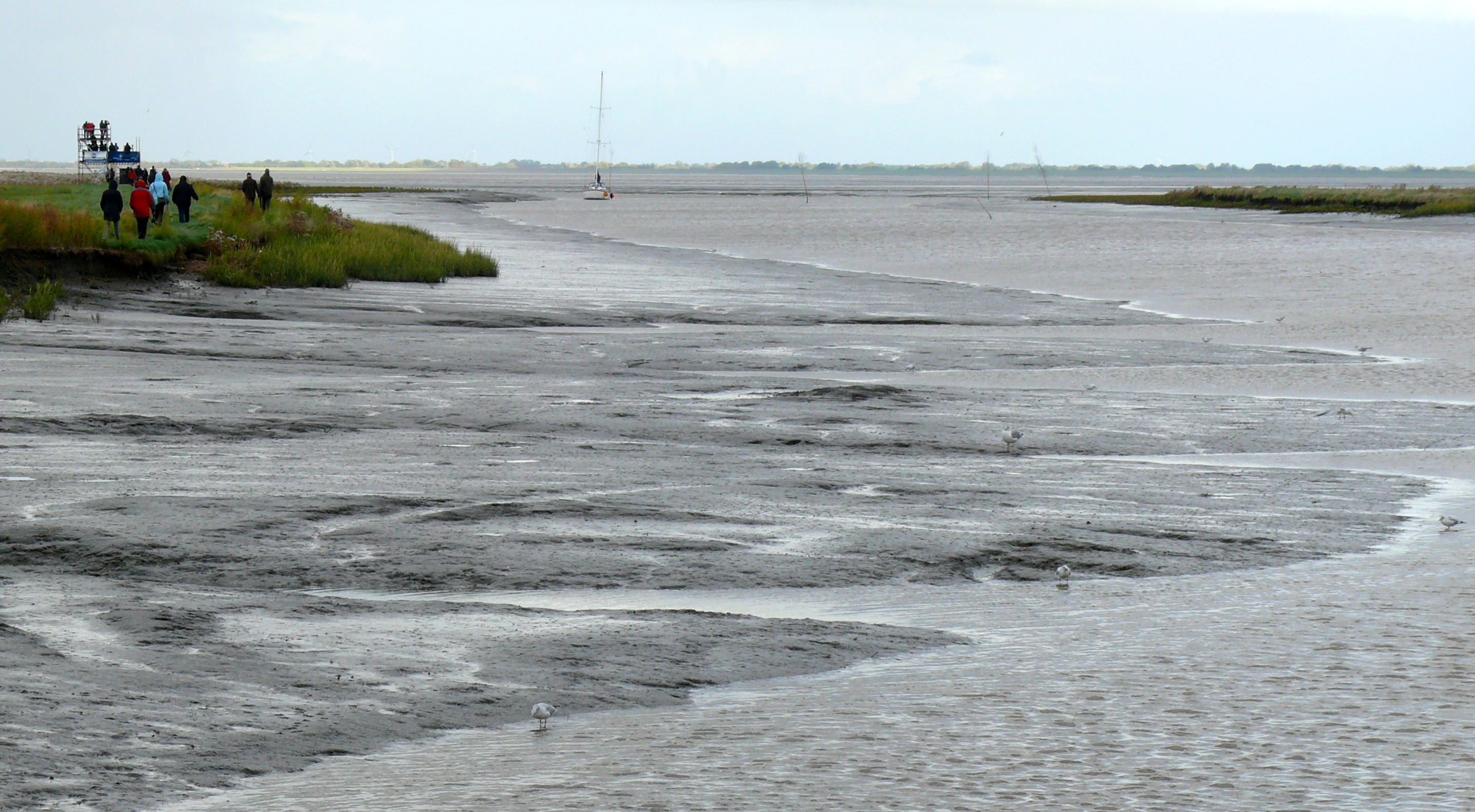
Watt und Möwen am Vareler Hafen mit Vogelbeobachtungsturm während der Vogelzugtage 2012

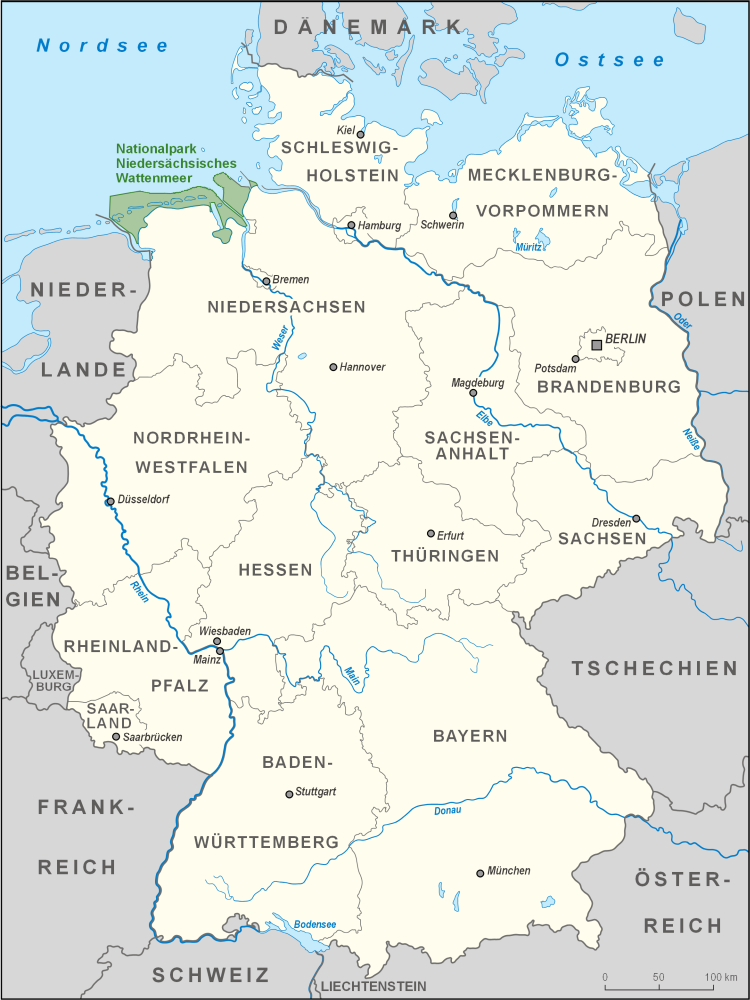
Der Jadebusen als Teil des Nationalparks Niedersächsisches Wattenmeer

### Schwimmendes Moor
Das Gebiet des Jadebusens war bis zum Einbruch des Meeres im Mittelalter eine Moorlandschaft, die vom Meer überspült wurde. Der letzte Rest dieses Moores ist das „Schwimmende Moor“ in Sehestedt an der Ostseite des Jadebusens. Es befindet sich zwischen Außendeich und Meer und ist Europas einziges Salzwasserhochmoor. Bei Sturmflut schwimmt das Moor auf.